# Weißbach (Saalach)
Pour les articles homonymes, voir Weißbach.
Le Weissbach est un cours d'eau des Alpes de Berchtesgaden dans le Land de Salzbourg.

## Géographie
Ses sources sont les Alpelbach (ou Alblbach) et Kematenbach, au sud-ouest des Alpes de Berchtesgaden. Peu de temps après leur union, les deux sources sont endiguées et depuis 1967 une partie de l'eau est détournée vers le Dießbach-Stausee (pour la centrale électrique de Dießbach). Le Weißbach coule dans une direction nord-ouest après le Weißbachalm jusqu'à Hintertal. Il coule ensuite dans une direction sud-ouest le long de Hirschbichl-Straße et se jette dans la Saalach sur la droite à Weißbach bei Lofer après croisé la Pinzgauer Straße (B 311). Peu avant le village de Weißbach, le ruisseau se rétrécit jusqu'à la Seisenbergklamm.